# St. Barbara (Irchenrieth)

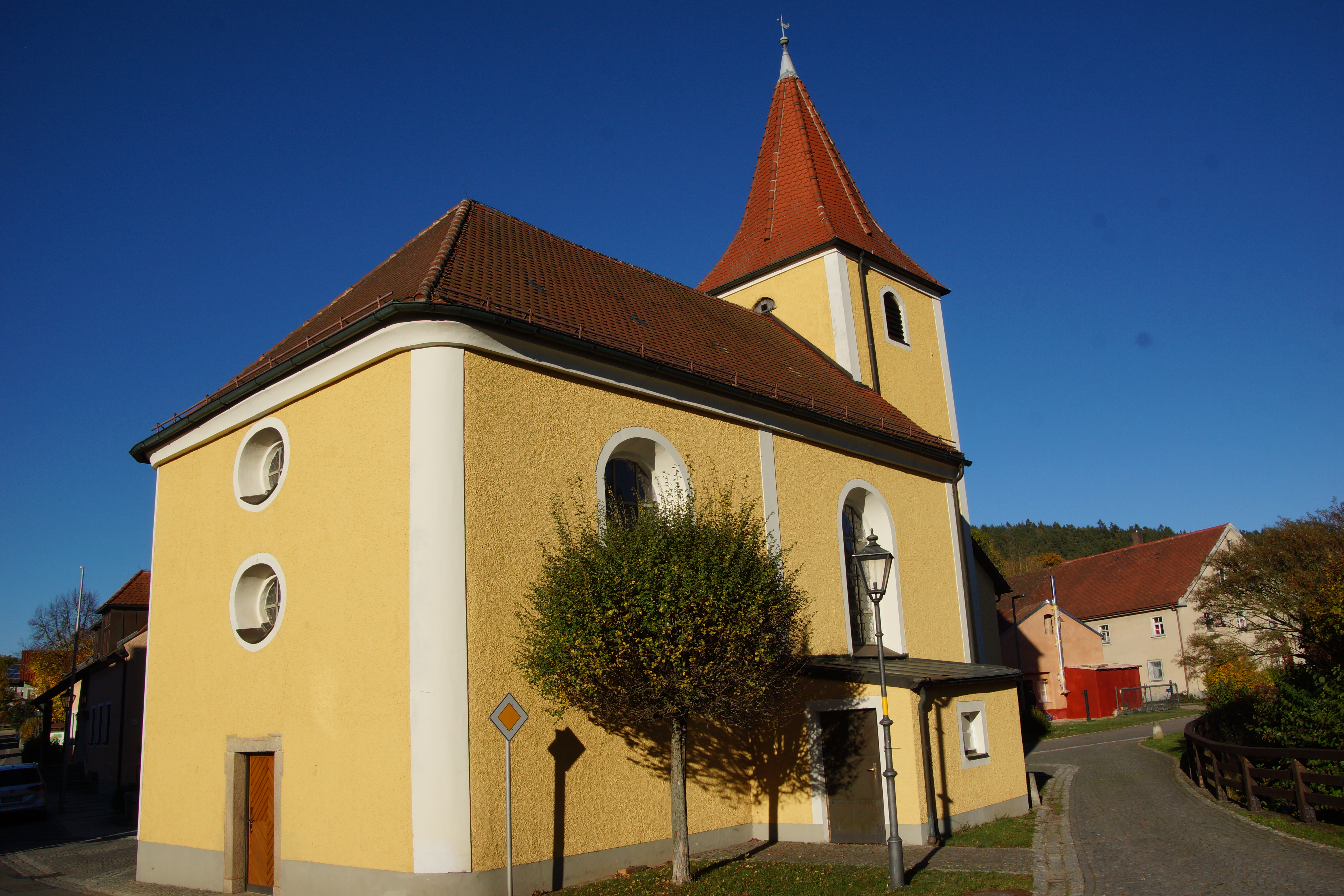
St. Barbara in Irchenrieth

Die römisch-katholische, denkmalgeschützte Filialkirche St. Barbara steht in Irchenrieth, einer Gemeinde im Landkreis Neustadt an der Waldnaab der Oberpfalz. Sie ist dem Bistum Regensburg zugeordnet. Das Bauwerk ist unter der Denkmalnummer D-3-74-127-1 als Baudenkmal in die Bayerische Denkmalliste eingetragen.

## Beschreibung
Die barocke Saalkirche wurde 1725 errichtet. Der Chorturm auf quadratischem Grundriss, der mit einem Knickhelm bedeckt ist, blieb vom Vorgängerbau erhalten. Das Langhaus ist mit einem abgewalmten Satteldach bedeckt.
Der Innenraum ist mit einem Stichkappengewölbe überspannt, das auf Pilastern an den Wänden aufliegt. Zur Kirchenausstattung gehört ein um 1670 gebauter Hochaltar in Form einer Ädikula, der mit einem gesprengten Giebel bedeckt ist, und der von Statuen der heiligen Margareta und der heiligen Dorothea flankiert wird. Auf dem Altarretabel ist die heilige Barbara dargestellt.